# Cal Ferrer Pagès (Vilobí d'Onyar)
Cal Ferrer Pagès és una obra del municipi de Vilobí d'Onyar (Selva) que es troba a tocar del nucli de Vilobí, en una zona en procés d'urbanització. Aquest mas ha sofert múltiples intervencions al llarg del temps, però les parts més antigues daten possiblement del segle xvi. És un edifici que forma part de l'Inventari del Patrimoni Arquitectònic de Catalunya.

## Descripció
És un edifici de tres plantes, amb vessants a laterals però amb la teulada a diferents nivells. La façana principal té un portal adovellat i a la planta noble es conserven tres finestres amb impostes, dues d'elles amb espitllera sota l'ampit i la tercera amb arc conopial. Al pis superior hi ha una obertura de datació molt posterior, formada per cinc arcs de mig punt amb barana de gelosia de rajols. La resta d'obertures són simples i, al costat esquerre, hi ha un balcó amb barana de ferro forjat.
La façana de l'esquerra presenta tres contraforts de rajol. Al darrere es troben les antigues dependències de servei que s'organitzen al voltant d'un pati tancat que allotja un gran forn semicircular. En els sectors on no hi ha revestiment i el parament queda vist s'aprecia la utilització de la pedra volcànica provinent del volcà de la Crosa que hi ha en el mateix terme municipal de Vilobí.
La planta baixa ha estat habilitada com a restaurant. A l'entrada trobem les escales de pedra que menen al primer pis on hi ha un habitatge. Tots els forjats de la planta baixa són d'embigat de fusta. A l'exterior hi ha una pedra reciclada en jardinera que porta la inscripció «JUAN FARRE PAJES ME FECIT 1883», que correspon a alguna de les reformes fetes.

## Història
Aquest mas apareix esmentat en un capbreu de 1338, tot i que l'edifici actual data del segle xvi. Des de fa moltes generacions pertany a la mateixa família. La planta baixa del mas i els annexes des de fa deu anys funcionen com a restaurant en règim de lloguer, mentre que els pisos superiors són la segona residència de la propietària.